# Cooperativa Farmacéutica Asturiana
Cooperativa Farmacéutica Asturiana (COFAS) es una cooperativa del Principado de Asturias dedicada a las distribución de medicamentos. La cooperativa aglutina a un conjunto de más de 600 farmacias de Asturias, Cantabria y León.